# Eurhinocricus cingendus
Eurhinocricus cingendus är en mångfotingart som först beskrevs av Loomis 1937.  Eurhinocricus cingendus ingår i släktet Eurhinocricus och familjen Rhinocricidae. Inga underarter finns listade i Catalogue of Life.